# Магнітогорська консерваторія
Магнітогорська державна консерваторія (Магк) імені М. І. Глинки (рос. Магнитого́рская госуда́рственная консервато́рия (МаГК) имени М. И. Гли́нки) — вищий музичний навчальний заклад (м. Магнітогорськ). Названий на честь російського композитора М. І. Глинки.

## Історія
В 1939 році було засновано музичне училище за ініціативою С. Г. Ейдінова.
- З 1992 р. — музичний коледж.
- З 1994 р. — музично-педагогічний інститут.
- З 1996 р. — консерваторія.

## Структура
Включає декілька ступенів музичної освіти, що дозволяють здобувати професіональну музичну освіту з раннього віку.

### Навчальні підрозділи
- Спеціалізований дитячий садок Нотка
- Музичний ліцей
- Музичний коледж
- Власне консерваторія
- Аспірантура та асистентура

### Кафедри
- Спеціального фортепіано
- Оркестрових струнних інструментів
- Оркестрових духових та ударних інструментів
- Народних інструментів
- Хорового диригування
- Академічного співу
- Музичного мистецтва естради
- Концертмейстерської майстерності і камерного ансамблю
- Теорії та історії музики
- Фортепіано
- Історії, теорії виконавського мистецтва та музичної педагогіки
- Акторської майстерності
- Хореографічного мистецтва
- Філософських, соціально — економічних та гуманітарних дисциплін

### Сайти МаГК
- Офіційний сайт МаГК [Архівовано 14 липня 2011 у Wayback Machine.]
- Неофіційний сайт МаГК [Архівовано 19 листопада 2010 у Wayback Machine.]

### Статті про МаГК
- Культурний феномен і провінційне мислення (інтерв'ю Н. Н. Веремеєнко)
- Клин В. Сторінки музичної історії Магнітки. Початок (30-40 рр.). [Архівовано 27 серпня 2009 у Wayback Machine.]